# Lepidocrocita
La lepidocrocita es un mineral de la clase de los hidróxidos, químicamente oxihidróxido de hierro (III), γ-Fe3+O(OH).
Fue descrito por primera vez en 1813 a partir de un depósito de mineral polimetálico en Zlaté Hory (Moravia, República Checa). Su nombre proviene del griego λεπίς [lipis], «escama» y κροκη [krokis], «fibra», en alusión a los agregados de cristales que ocasionalmente tienen forma palmeada o plumosa.
Otras denominaciones para este mineral son pirrosiderita e hidrohematita.

## Propiedades
La lepidocrocita tiene color rojo, pardo amarillento o pardo negruzco, y presenta brillo submetálico.
Es opaca, si bien en forma de láminas delgadas adquiere una coloración roja translúcida. Tiene una dureza de 5 en la escala de Mohs —comparable a la del apatito— y una densidad de aproximadamente 4 g/cm³.
Es un mineral quebradizo con fractura desigual: las superficies planas (no escindidas) se fracturan de acuerdo a un patrón desigual. Muestra un fuerte pleocroísmo: incoloro o amarillo (X), naranja o naranja rojizo (Y,Z).
Cristaliza en el sistema ortorrómbico, clase dipiramidal. Es polimorfo con la goethita (α-Fe3+O(OH)) y la feroxihita, y puede ser componente de la limonita. Su contenido en hierro es de aproximadamente el 62% y frecuentemente contiene manganeso como impureza.

## Morfología y formación

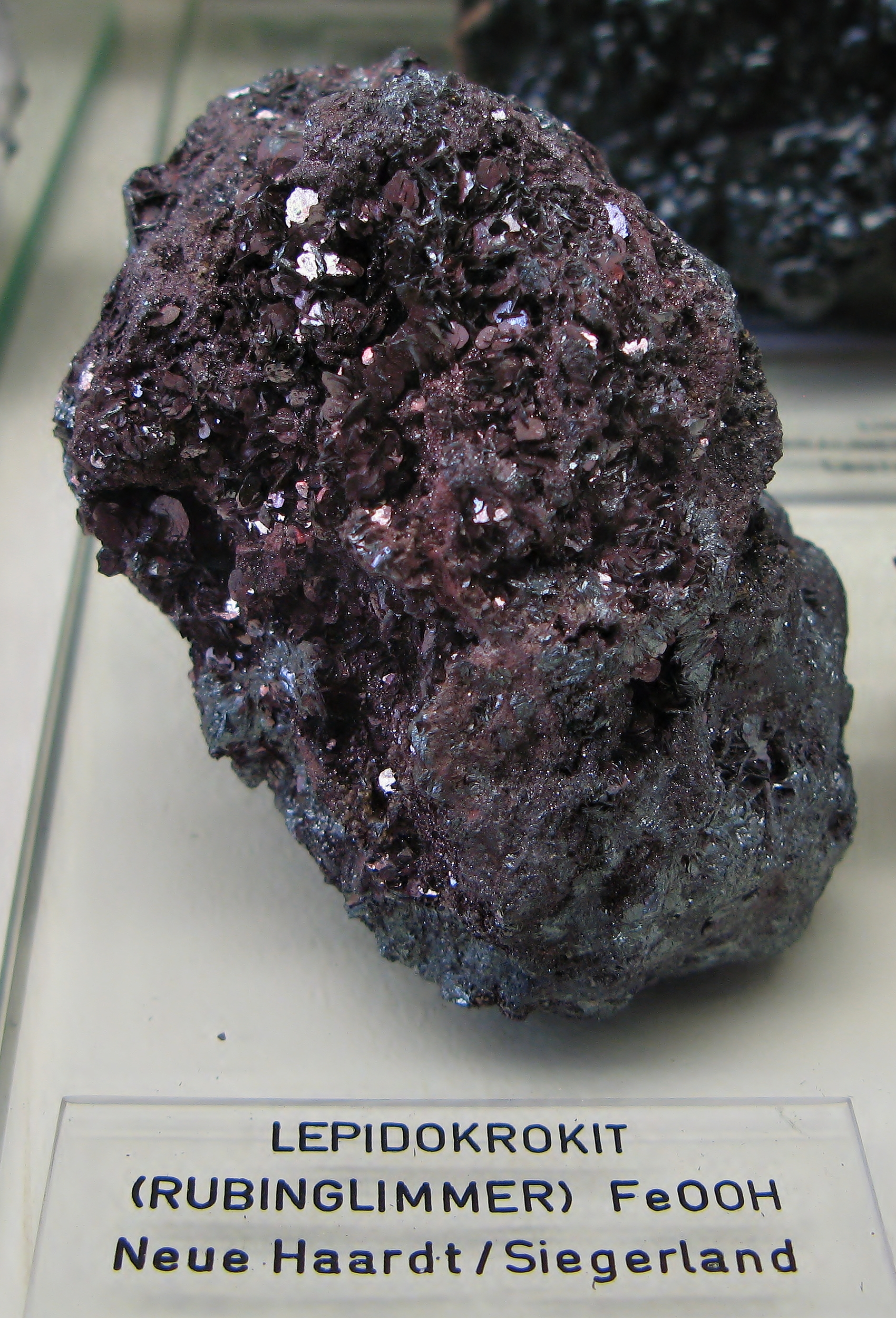
Lepidocrocita procedente de la mina Neue Haardt (Siegerland, Alemania)

Cuando se ven bien los cristales suele ser escamas aplastadas y ligeramente alargadas, a veces estriadas. Los agregados de cristales suelen formar grupos con forma plumosa o palmeada. Cuando se presenta en forma masiva sin cristales suele tener un aspecto micáceo. Las raras variedades fibrosas son muy alargadas.
La lepidocrocita se forma por meteorización u oxidación de otros minerales que contienen hierro, en suelos y
depósitos minerales, y como precipitado en aguas subterráneas. También forma parte de los nódulos de manganeso marinos. Frecuentemente se encuentra asociada a goethita y pirita.

## Yacimientos
Es un mineral común en depósitos de minerales de hierro, sobre todo cuando abunda la pirita. En la República Checa se encuentra la localidad tipo, en el distrito minero de Zlaté Hory (región de Olomouc), formando parte de un complejo volcano-sedimentario devónico que ha experimentado metamorfismo. También en Moravia hay depósitos en Rýmařov y Vrbno pod Pradědem (región de Moravia-Silesia).
Alemania cuenta con numerosos yacimientos, como los de Eiserfeld y Müsen (ambos en Siegerland), Rodheim-Bieber (Hesse), o los de la Selva Negra (Freudenstadt, Nordrach y Wolfach).
Francia tiene depósitos en Occitania (Vicdessos, Marvejols, Oms, Castelnau-de-Brassac). En España, son notables los agregados arborescentes de microcristales de color anaranjado, brillantes, que aparecen junto con goethiya y dicversos óxidos de manganeso en la mina El Conjuro, Busquístar (Granada). También aparece como banda de color rojo, alternadas con otras de goethita de color negro, como formaciones botrioidales en la mina Beltraneja, Bacares (Almería).
La lepidocrocita también está presente en el meteorito de Vaca Muerta, mesosiderito de más de 1.860 toneladas encontrado en la provincia de Antofagasta (Chile).